# ФВМ Ј 24
ФВМ Ј 24 (швед. FVM J 24) је једноседи шведски ловачки авион који је производила фирма Флигкомпанијетс тигверкстедер малмслет (швед. Flygkompaniets tygverkstäder Malmslätt - FVM). Први лет авиона је извршен 1924. године. 

Највећа брзина авиона при хоризонталном лету је износила 233 km/h.
Био је наоружан са 2 митраљеза калибра 8 мм.

## Наоружање
| Наоружање авиона: ФВМ Ј 24     |        |
| Ватрено (стрељачко) наоружање  |        |
| Топ                            |        |
| Митраљез                       |        |
| Број и ознака митраљеза        | 2 м/22 |
| Калибар                        | 8      |
| Бомбардерско наоружање (бомбе) |        |
| Ракетно наоружање (ракете)     |        |